# Black Label Society

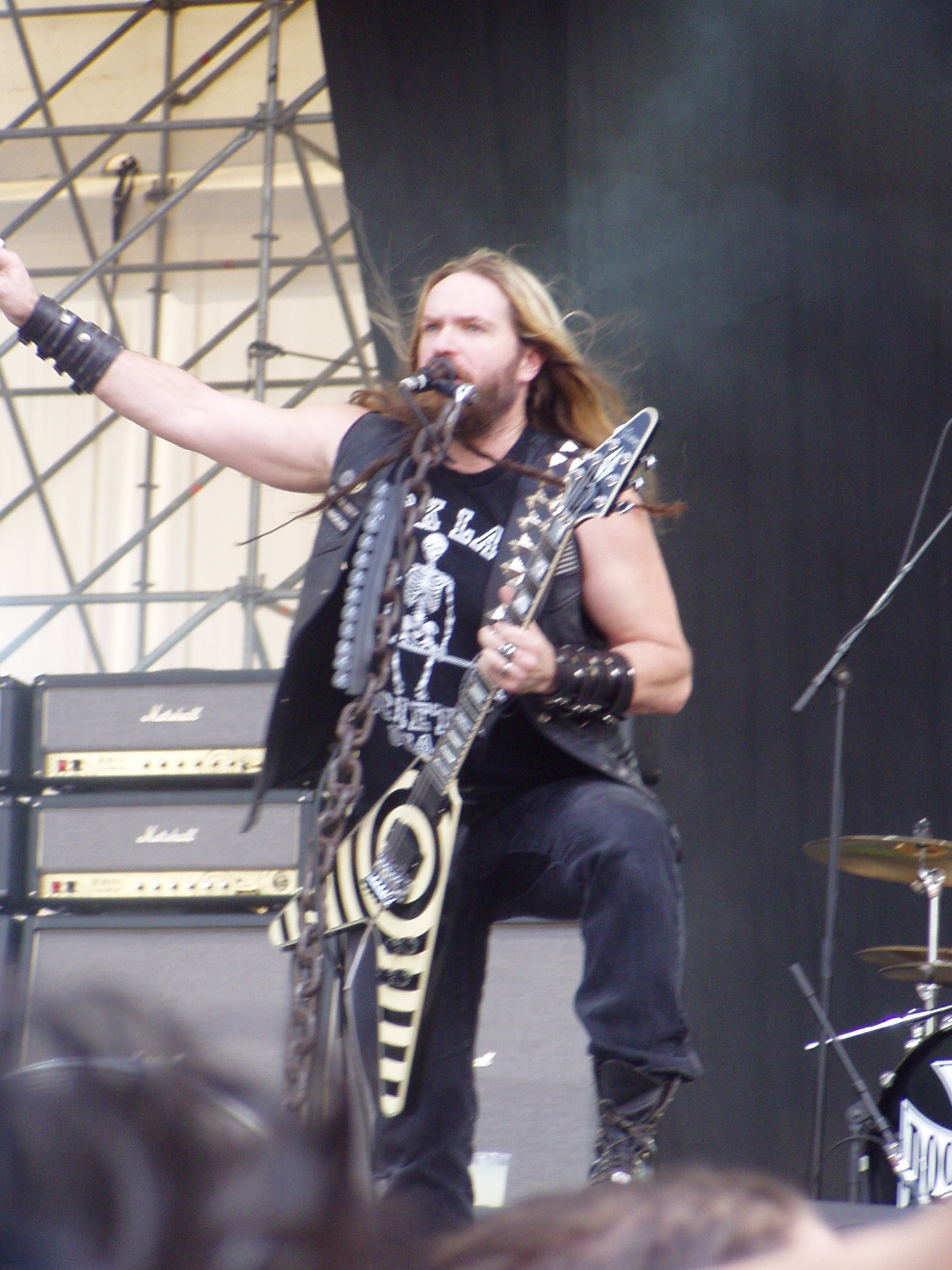
Zakk Wylde på Gods of Metal 2007

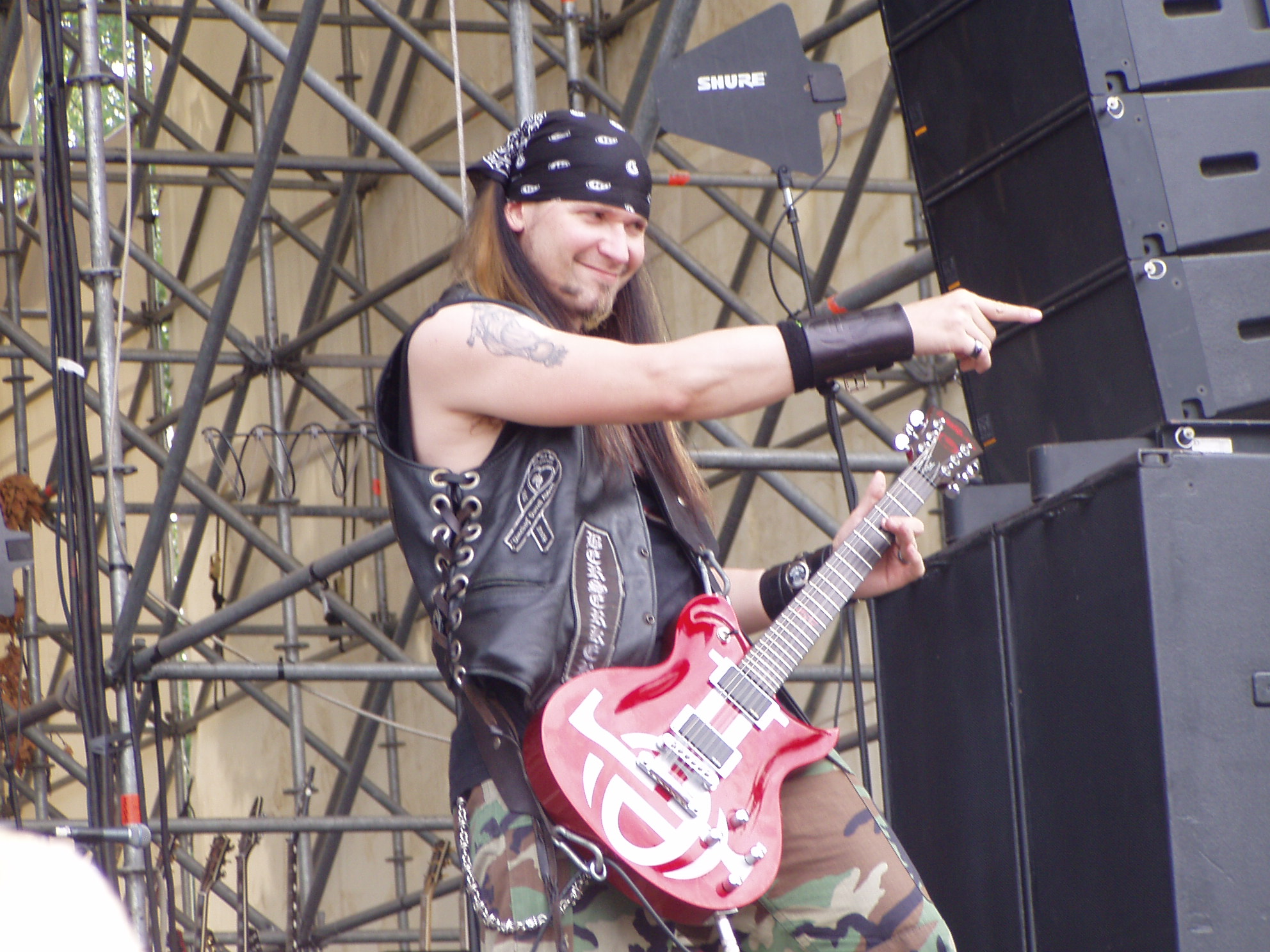
Nick Catanese på Gods of Metal 2007

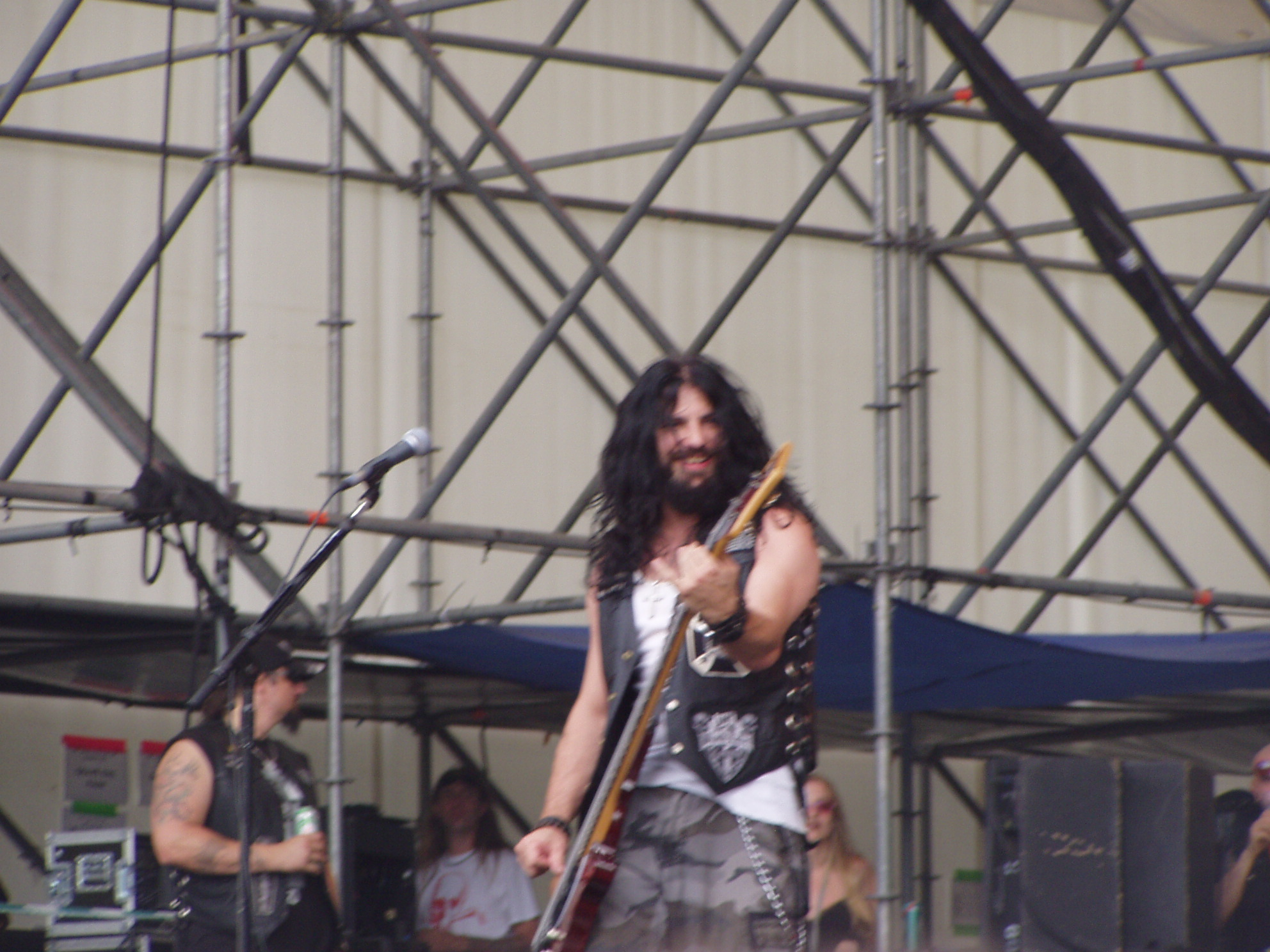
John DeServio på Gods of Metal 2007

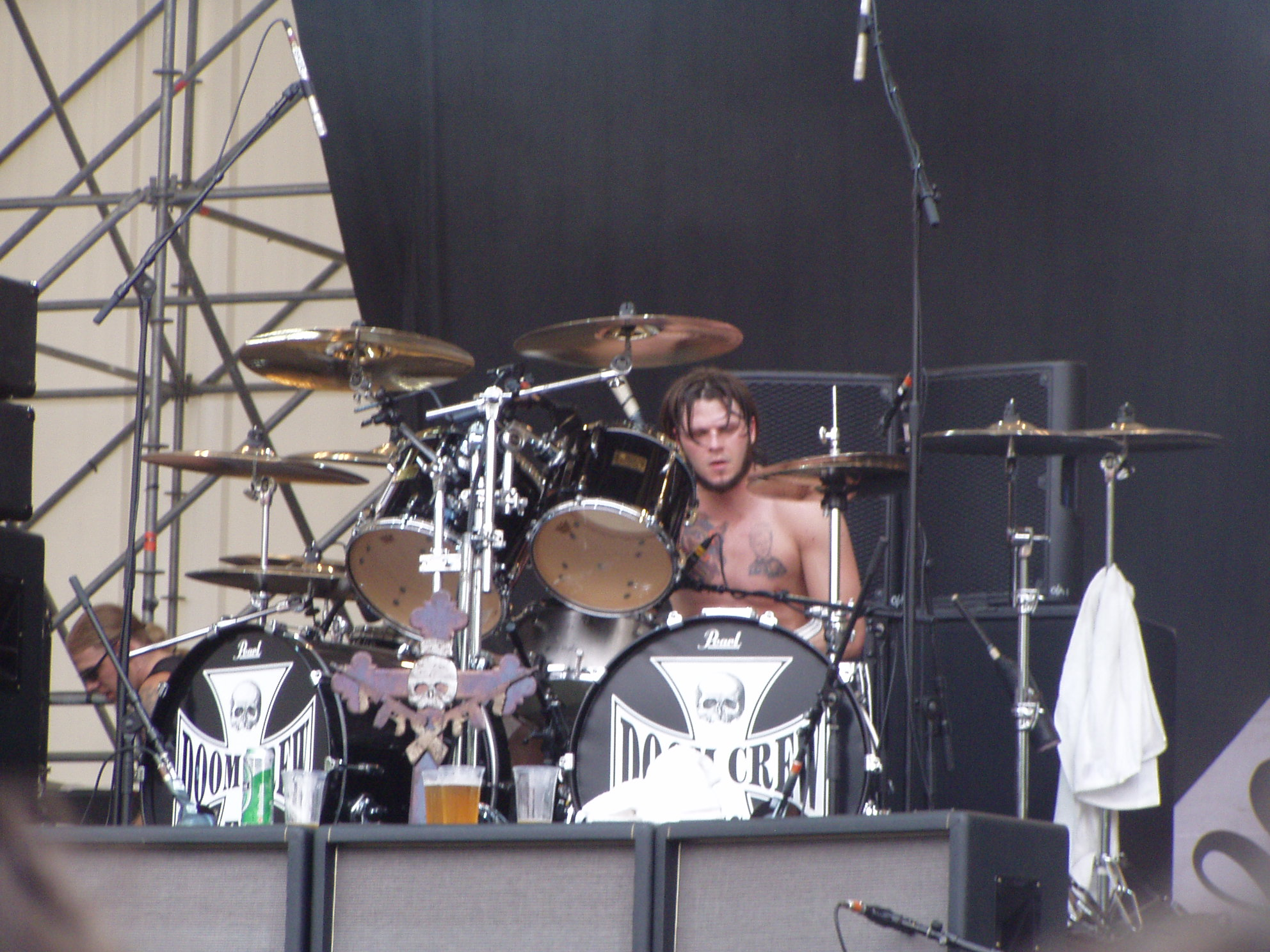
Craig Nunenmacher på Gods of Metal 2007

Black Label Society är ett amerikanskt heavy metal-band, bildat 1998 (som Hell's Kitchen) av Zakk Wylde, som även spelat med Ozzy Osbourne. Debutalbumet Sonic Brew gavs ut 1998 och det senaste fullängdsalbumet, Catacombs Of The Black Vatican, släpptes 2014.

## Historia
Black Label Society grundades 1998 av Zakk Wylde som tidigare spelat med bland andra Ozzy Osbourne, Pride & Glory och Derek Sherinian. Debutalbumet Sonic Brew gavs ut i Japan i oktober 1998 men släpptes i USA av Spitfire Records först i maj året därpå, då med ett bonusspår Lost my better Half. Zakk Wylde både sjunger och spelar gitarr och bas på albumet, kompletterat med Phil Ondich på trummor. Från början avbildades på omslaget en whiskyflaska av märket "Johnny Walker" men inför hot om stämning byttes bilden mot Black Label Societys logga.
Bandet turnerade i USA i början av 2000 men eftersom Ondich blev sjuk fick Craig Nunenmacher ersätta på trummor. Nick Catanese på gitarr och Steve Gibb på bas engagerades för livespelningarna. I maj utgavs Black Label Societys andra album, Stronger Than Death. Gästsångare på titelspåret är Mike Piazza. Året därpå utgavs albumet Alcohol Fueled Brewtality med en live-cd samt en cd med akustiska inspelningar varav en Neil Young-cover, Heart of Gold, och en Black Sabbath-cover, Snowblind. Steve Gibb lämnade bandet i juni och ny basist blev Mike Inez, tidigare men Ozzy Osbourne och Alice in Chains.
Albumet 1919 Eternal släpptes i mars 2002 och har Craig Nunenmacher på trummor förutom på tre av spåren där Christian Werr sköter slagverket. Robert Trujillo, senare i Metallica, spelar bas på två av spåren. Skivsläppet följdes av nya spelningar med Ozzfest, först i Europa och senare under året i USA. I april året därpå släpptes albumet The Blessed Hellride som innefattar spåret, Stillborn, med Ozzy Osbourne som gästsångare. Denna låt gavs också ut som singel. Detta var det första Black Label Society-album som tog sig in på försäljningslistan, Billboardlistan. Bandet turnerade i USA och vidare i Japan, Australien och Nya Zeeland. I augusti samma år, 2003, utgavs live-dvd:n "Boozed, Broozed, and Broken-Boned", med en upptagning från en konsert i Detroit, Michigan 14 september 2002 samt en intervju och annat bonusmaterial.
Hangover Music Vol. VI är bandets femte studioalbum och gavs ut i april 2004. Förutom Nunenmacher hörs här även John Tempesta på trummor på ett av spåren. Basspelet är fördelat mellan Mike Inez, James Lomenzo och John DeServio. Albumet sålde över 24 000 exemplar första veckan och tog sig därmed in på plats 40 på Billboard 100-listan.
Inför 2005 års album, Mafia, bytte bandet skivbolag från Spitfire till Artemis Records. En singel, Suicide Messiah, släpptes i januari och albumet gavs ut i mars. På den första utgåvan fanns ett dolt spår med en cover av Lynyrd Skynyrds I Never Dreamed. Ozzy Osbourne gästsjunger på låten In This River och senare gjordes en video till den låten som en tribut till den mördade Dimebag Darrell. Samlingsalbumet Kings Of Damnation 98-04 gavs ut 2005 av det tidigare bolaget Spitfire, med bland annat tidigare inte utgivna akustiska versioner av ett par låtar.
James LoMenzo lämnade bandet och den tidigare basisten John DeServio återkom inför inspelningen av albumet Shot To Hell som utgavs i september 2006. Albumet sålde i 32 000 exemplar första vecka och gick in som nummer 21 på Billboard-listan. Samma höst släpptes DVD:n "The European Invasion - Doom Troopin' Live".
I april 2009 utges en samlingsbox, "Skullage", med en DVD och en CD.
Den 1 januari 2014 annonserade Zakk Wylde via Facebook att Lizzy Bordens tidigare gitarrist Dario Lorina skulle ersätta Nick Catanese som rytmgitarrist.

## Medlemmar
Nuvarande medlemmar
- Zakk Wylde – sång, gitarr, piano, keyboard (1998– )
- John "JD" DeServio – basgitarr (1999, 2005– )
- Jeff Fabb – trummor (2012–2013, 2014– )
- Dario Lorina – rytmgitarr (2014– )

Tidigare medlemmar
- Phil Ondich – trummor (1998 – 2000)
- Steve Gibb – basgitarr (2000 – 2001)
- Mike Inez – basgitarr (1999, 2001, 2003)
- James LoMenzo – basgitarr (2004 – 2005)
- Craig Nunenmacher – trummor (2000 – 2010)
- Frey Thieler – basgitarr
- Mike Bordin – trummor
- Nick Catanese – gitarr (1998–2013)
- Will Hunt – trummor (2010–2011)
- Johnny Kelly – trummor (2011)
- Mike Froedge – trummor (2011)
- Chad Szeliga – trummor (2011–2014)

Turnerande medlemmar
- Robert Trujillo – basgitarr (2002 – 2003)

Gästmusiker
- Ozzy Osbourne - bakgrundssång på låten Stillborn, från skivan The Blessed Hellride
- Mike Piazza - gästsångare på tiltellåten från Stronger Than Death.
- Christian Werr - trummor på några av spåren på 1919 Eternal.
- John Tempesta - trummor på Once More från Hangover Music Vol. VI.

## Diskografi

### Studioalbum
- Sonic Brew (1999)
- Stronger Than Death (2000)
- 1919 Eternal (2002)
- The Blessed Hellride (2003)
- Hangover Music Vol. VI (2004)
- Mafia (2005)
- Shot To Hell (2006)
- Order Of The Black (2010)
- Catacombs of the Black Vatican (2014)
- Grimmest Hits (2018)
- Doom Crew Inc. (2021)

### Livealbum
- Alcohol Fueled Brewtality Live!!+5 (2001)
- Unblackened (2013)

### EP
- No More Tears: Sampler (1999)
- Live and Acoustic (2002)
- Ozzfest Sampler (2004) (promo)
- Glorious Christmas Songs That Will Make Your Black Label Heart Feel Good (2011)

### Singlar
- "Bored to Tears" (1999)
- "Born to Lose" (1999)
- "1919 Eternal" (2002)
- "Bleed for Me" (2002)
- "The Blessed Hellride Sampler" (2003)
- "House of Doom" (2004)
- "In This River" (2005)
- "Mafia" (2005)
- "Suicide Messiah" (2005)
- "Blood Is Thicker Than Water" (2006)
- "Concrete Jungle" (2006)
- "Crazy Horse" (2010)
- "Parade of the Dead" (2010)
- "The First Noel" (2010)
- "My Dying Time" (2014)
- "Angel Of Mercy" (2014)
- "Room Of Nightmares" (2017)

### Samlingsalbum
- Kings of Damnation (2005)
- Duo Pack: Black Label Society (2007)
- Skullage (2009)
- Black Label Berzerkus 2010 (2010)
- The Song Remains Not the Same (2011)

### Video
- Boozed, Broozed, and Broken-Boned (Live) (2003)
- The European Invasion - Doom Troopin' (Live) (2006)
- Tour Edition (2008)
- Skullage (2009)
- Unblackened (2013)